# Parachernes distinctus
Parachernes distinctus är en spindeldjursart som beskrevs av Beier 1933. Parachernes distinctus ingår i släktet Parachernes och familjen blindklokrypare. Inga underarter finns listade i Catalogue of Life.